# Hưng Yên (Stadt)
Hưng Yên ist die Hauptstadt der Provinz Hưng Yên in Vietnam. Hưng Yên ist eine Delta-Stadt. Sie befindet sich im Süden der Provinz Hưng Yên am linken Ufer (Nordufer) des Roten Flusses im Norden Vietnams. Hưng Yên liegt etwa 60 km von Hanoi entfernt. Die Provinzstadt Hưng Yên hatte 2019 eine Einwohnerzahl von 116.356. In der eigentlichen Stadt leben davon 53.241. Die Stadt verfügt seit 2009 über das Stadtrecht und besitzt den Status einer Provinzstadt der 3. Klasse.

## Verwaltung
Hưng Yên besteht aus 12 Verwaltungseinheiten:
- 7 Bezirke (phường): Lê Lợi, Quang Trung, Minh Khai, Hiến Nam, Lam Sơn, Hồng Châu and An Tảo.
- 5 Gemeinden (xã): Bảo Khê, Trung Nghĩa, Liên Phương, Hồng Nam and Quảng Châu.

## Sehenswürdigkeiten
Die Stadt ist für Phố Hiến (eine alte Hafenstadt in der Gegend) bekannt. Es gibt in der Gegend viele alte asiatische Tempel, Pagoden und andere religiöse Gebäude.

## Galerie

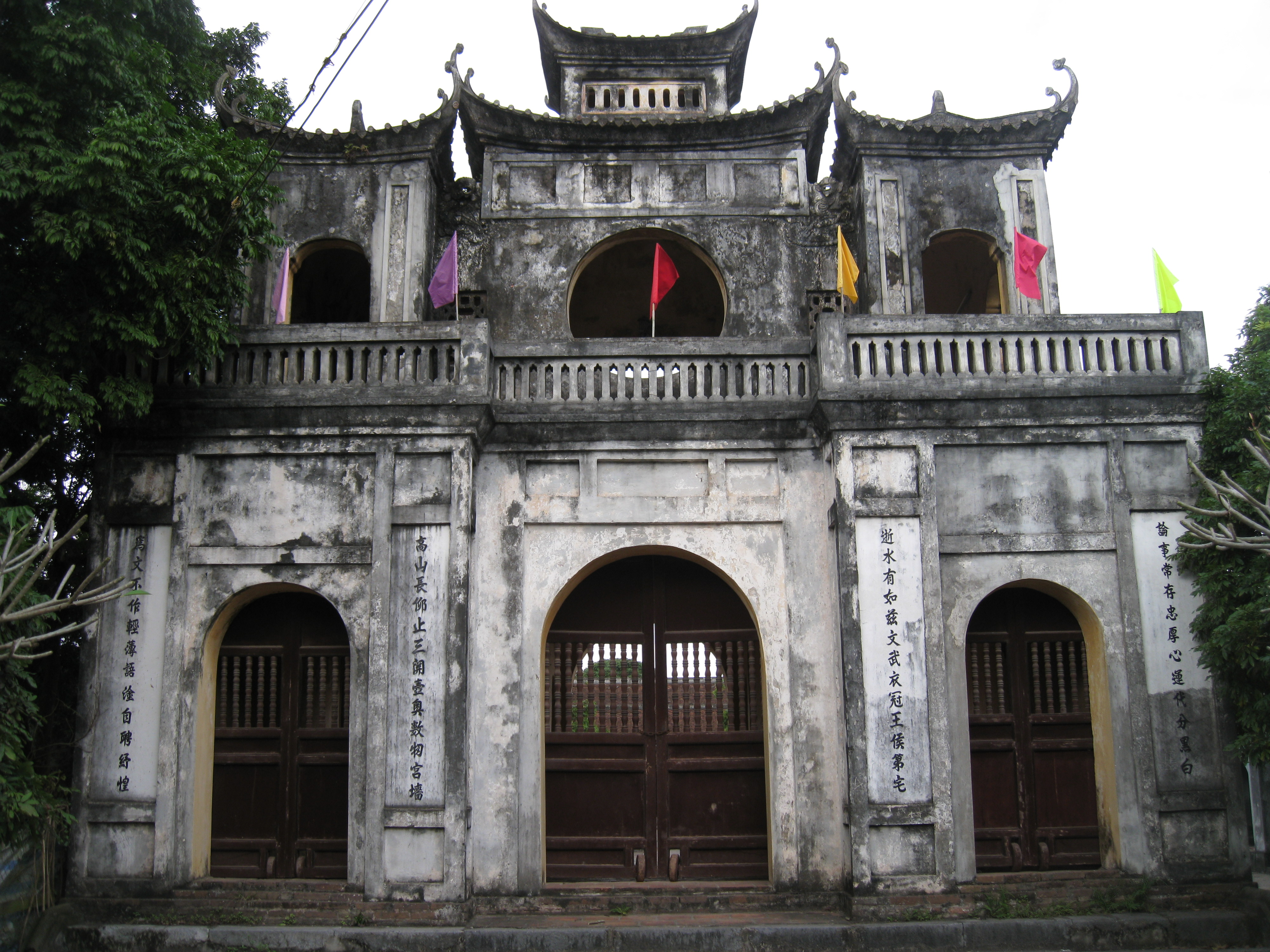
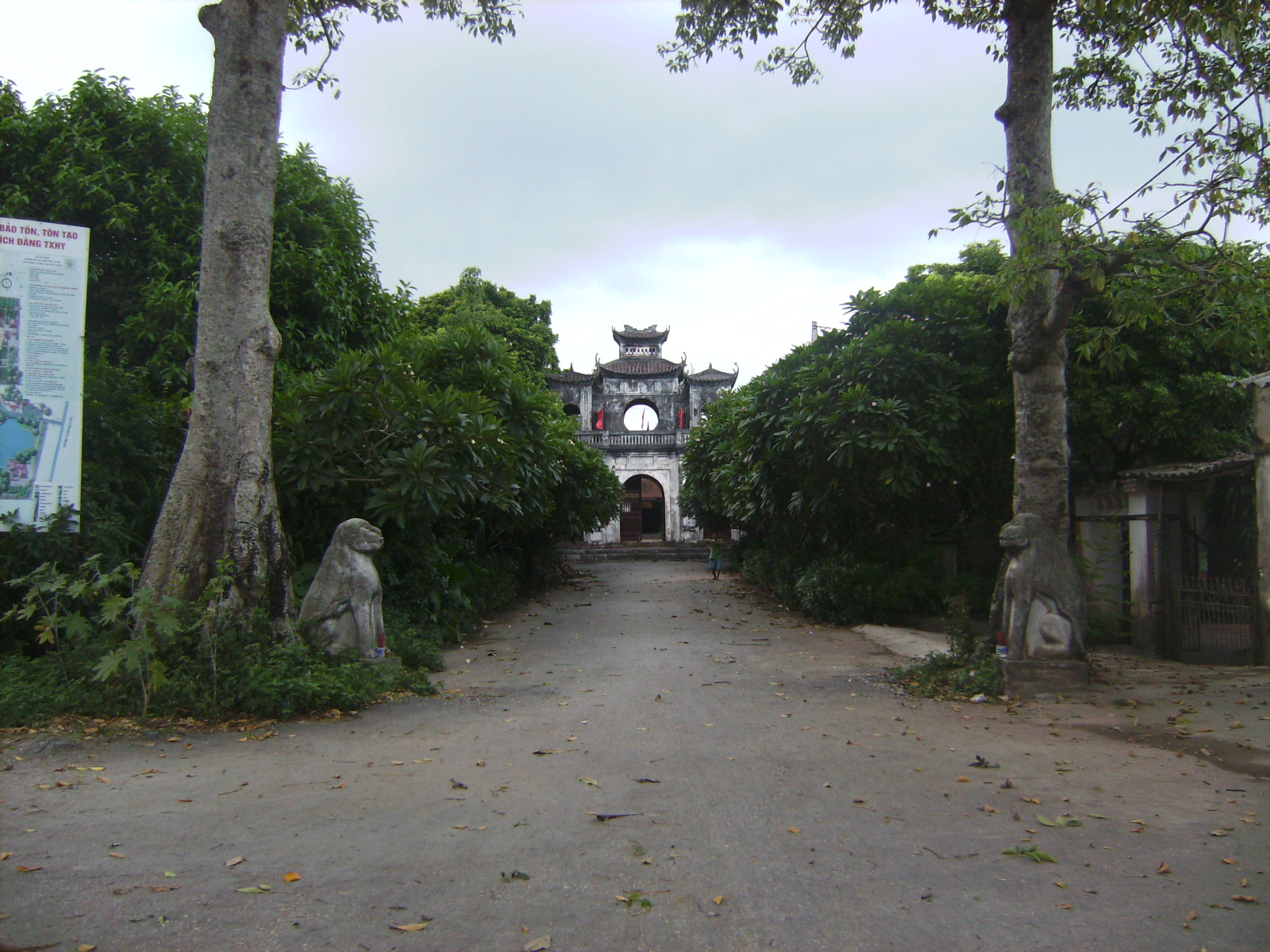